# Josef Wieland
Josef Wieland (* 14. Mai 1951 in Bedburg) ist ein deutscher Wirtschaftsethiker und Direktor des Leadership Excellence Institute Zeppelin | LEIZ an der Zeppelin Universität Friedrichshafen. Er entwickelte das Konzept der Governanceethik.

## Leben
Wieland machte zunächst eine Ausbildung zum Industriekaufmann und war anschließend zehn Jahre in der Industrie tätig. Im Anschluss studierte er Wirtschaftswissenschaften und Philosophie an der Bergischen Universität Wuppertal. Nach seinem Abschluss als Diplom-Ökonom 1985 war Wieland bis 1990 Mitarbeiter am Wuppertaler Lehrstuhl Markt und Konsum von Bernd Biervert, wo er 1988 mit der Arbeit Die Entdeckung der Ökonomie mit summa cum laude promoviert wurde.
Von 1990 bis 1995 war Wieland an der Westfälischen Wilhelms-Universität Münster Leiter der Forschungsstelle Wirtschaftsethik. 1995 habilitierte er sich im Fach Volkswirtschaftslehre an der Universität Witten/Herdecke über Ökonomische Organisation, Allokation und Status.
Josef Wieland lehrte von 1995 bis 2012 an der Hochschule Konstanz, Fakultät Wirtschafts- und Sozialwissenschaften, das Fach Wirtschafts- und Unternehmensethik. Er ist Gründer des Konstanz Institut für WerteManagement (KIeM) an der Hochschule Konstanz, Direktor der Zentrum für Wirtschaftsethik GmbH (ZfW), dort Gründer des Anwenderrats für Wertemanagement ZfW sowie langjähriger Studiengangsleiter des MBA-Studiengangs Human Capital Management.
Im Jahr 2001 war er Gastprofessor für Management und Ethik an der Zhejiang-Universität, China; 2006 Gastprofessor an der Royal Holloway University of London sowie Mitarbeiter am Forschungsprojekt „Stakeholder Management and CSR in Europe“.
Seit 2013 ist Wieland Direktor des „Leadership Excellence Instituts Zeppelin (LEIZ)“ an der Zeppelin Universität in Friedrichshafen. Dort hat er den Lehrstuhl für „Institutional Economics, Organisational Governance, Integrity Management & Transcultural Leadership“ inne und fungiert außerdem als Vizepräsident für Forschung.
Wielands Konzept der Governanceethik knüpft an die Systemtheorie von Niklas Luhmann und an den Ansatz der Neuen Institutionenökonomik in Hinblick auf die Transaktionskosten. Zudem veröffentlichte Wieland sein Konzept der Relational Economics.
Seit 2005 arbeitet Wieland in dem DIN-Arbeitsausschuss „Gesellschaftliche Verantwortung von Organisationen“ sowie in der entsprechenden internationalen Working Group on Social Responsibility der Internationale Organisation für Normung (ISO). Wieland ist seit 2005 wissenschaftlicher Berater der Initiative „Freiheit und Verantwortung“ des Bundesverbandes der Deutschen Industrie (BDI).
Im Jahr 2012 übernahm Josef Wieland den Vorstandsvorsitz Deutsches Netzwerk Wirtschaftsethik – EBEN Deutschland e. V.

## Ehrungen und Auszeichnungen
- 2004 Landesforschungspreis des Landes Baden-Württemberg für angewandte Forschung.
- 1998 Max-Weber-Preis für Wirtschaftsethik vom Institut der deutschen Wirtschaft Köln.

## Schriften
- Human Capital und Werte: die Renaissance des menschlichen Faktors (Hrsg.), Metropolis-Verlag Marburg 2001, ISBN 3-89518-354-7.
- Corporate Citizenship: Gesellschaftliches Engagement – unternehmerischer Nutzen (Hrsg. mit Walter Conradi), Metropolis-Verlag Marburg 2002, ISBN 3-89518-397-0.
- Standards and Audits for Ethics Management Systems (Hrsg.), Springer Berlin et al. 2003, ISBN 3-540-40206-3.
- Handbuch Wertemanagement. Erfolgsstrategien einer modernen Corporate Governance (Hg.), Murmann Hamburg 2004, ISBN 3-938017-06-6.
- Normativität und Governance. Gesellschaftstheoretische und philosophische Reflexionen der Governanceethik, Metropolis-Verlag Marburg 2005, ISBN 3-89518-521-3.
- mit Johannes Wallacher, Michael Reder, Tobias Karcher (Hrsg.): Unternehmensethik im Spannungsfeld der Kulturen und Religionen, In: Globale Solidarität – Schritte zu einer neuen Weltkultur, Band 14, Kohlhammer 2006, ISBN 978-3-17-019532-5
- Die Ethik der Governance, Metropolis-Verlag Marburg 2007 (5. Aufl.), ISBN 3-89518-606-6.
- Governanceethik im Diskurs (Hrsg.), Metropolis-Verlag Marburg 2005 (2. Aufl.), ISBN 3-89518-536-1.
- Die Tugend der Governance (Hrsg.), Metropolis-Verlag Marburg 2006, ISBN 3-89518-546-9.
- Governanceethik und Diskursethik – ein zwangloser Diskurs (Hrsg.), Metropolis-Verlag Marburg 2007, ISBN 978-3-89518-592-2.
- Manifest Globales Wirtschaftsethos. Konsequenzen und Herausforderungen für die Weltwirtschaft. Manifesto Global Economic Ethic. Consequences and Challenges for Global Businesses. München: dtv 2010, gemeinsam mit Küng, H., Leisinger, K. ISBN 978-3-423-34628-3.